# Spiroctenus broomi
Spiroctenus broomi är en spindelart som beskrevs av Tucker 1917. Spiroctenus broomi ingår i släktet Spiroctenus och familjen Nemesiidae. Inga underarter finns listade i Catalogue of Life.